# Lödde kar
Lödde kar är en forntida hamnanläggning i Löddeköpinge socken i Kävlinge Kommun i västra Skåne. Det är en sten- och timmerkonstruktion på 160 gånger 10 meter utanför Lödde ås mynning, varav omkring 30 meter är synlig ovan vattenytan. Genom att analysera bevarat trävirke med C14-metoden har arkeologerna kunnat datera anläggningen till cirka år 1000 efter Kristus, det vill säga senare delen av vikingatiden. Den är nämnd i historiska källor från 1200-talet.
Karet har förmodligen fungerat som omlastningsplats för tungt lastade och djupgående skepp som inte kunde gå upp i Lödde å. 
Hamnanläggningen ska förmodligen ses i samband med den framväxande kungamakten och etablerandet av ringborgen i Borgeby.